# Ricardo Gazzinelli
Ricardo Tostes Gazzinelli (Nova Iorque, 8 de setembro de 1960) é um imunologista, pesquisador e professor universitário brasileiro. Fez contribuições importantes na área de imunologia das doenças parasitárias e atua no desenvolvimento de vacinas contra doenças negligenciadas.
Comendador (2006) e Grã-cruz (2010) da Ordem Nacional do Mérito Científico, membro titular da Academia Brasileira de Ciências e da The World Accademy of Sciences (TWAS), Ricardo é professor livre-docente pela Escola de Medicina da Universidade Federal de São Paulo (1997), professor titular da Universidade Federal de Minas Gerais, professor da University of Massachusetts, e pesquisador titular da Fiocruz Minas. É pesquisador 1A do Conselho Nacional de Desenvolvimento Científico e Tecnológico (CNPq), Coordenador do Instituto Nacional de Ciência e Tecnologia de Vacinas do Ministério da Ciência, Tecnologia e Inovações (MCTI) e do Centro de Tecnologia de Vacinas (UFMG/Fiocruz-Minas). Foi presidente da Sociedade Brasileira de Imunologia no biênio 2020 e 2021.

## Premiação
Dentre os prêmios recebidos, destacam-se:The Biotechnology Career Fellowship (1995), da Fundação Rockefeller; Prêmio FUNDEP, área ciências biomédicas (2002); Latin American and Caribbean Fellowship (2004) da Fundação Memorial John Simon Guggenheim; prêmio SCOPUS CAPES/Elsevier - área bioquímica (2007); prêmio de pesquisa Básica Marcos Luiz Mares Guia - SECTES-Fundação de Amparo à Pesquisa do Estado de Minas Gerais (2009); os prêmios CAPES Orientador - Grande Prêmio Ciências da Vida (2012), Bioquímica (2012) e Medicina (2011 e 2017); e o Prêmio Prof. Francisco Romeu Landi de Ciência Tecnologia e Inovação do Conselho Nacional das Fundações Estaduais de Amparo a Pesquisa (Confap), Categoria Ciências da Vida. Recebeu o Prêmio TWAS de Ciências Médicas (2009) por estudos pioneiros sobre os mecanismos celulares e moleculares pelos quais os receptores da imunidade inata promovem a resistência e patogênese nas infecções com protozoários. Na área de desenvolvimento de vacinas e prevenção de doenças infecciosas, recebeu os prêmios de biotecnologia - Banco Santander Universidade (2013) pela prova de conceito do uso de uma cepa atenuada do Trypanosoma cruzi como vetor vacinal para o tratamento do cancer; de saúde - Fundação Péter Murányi (2014) pelo desenvolvimento da Leish-Tec, e de Ciências biológicas, Ecológicas e da Saúde da Fundação Bunge por ações profiláticas no controle das doenças infecciosas (2021).

## Biografia
Ricardo nasceu na cidade de Nova Iorque, em 1960. É filho de Ramayana Gazzinelli,físico brasileiro que nesta ocasião se aperfeiçoava nos Estados Unidos e sobrinho de Giovanni Gazzinelli, pioneiro imunologista. Ricardo ingressou no curso de medicina veterinária da Universidade Federal de Minas Gerais (UFMG) em 1981, graduando-se em 1985. Em 1986, ingressou no doutorado pela mesma universidade em Bioquímica e Imunologia, sob orientação de seu tio, Giovanni, defendendo a tese Patologia da Doença de Chagas: Atividade efetora e reguladora de anticorpos anti-T. cruzi em 1989.
Partiu para os Estados Unidos no mesmo ano para estágio de pós-doutorado nos Institutos Nacionais da Saúde na área de imunologia. Em 1995, ingressou na UFMG, de onde é professor do Departamento de Bioquímica e Imunologia do Instituto de Ciências Biológicas. Em 2002, ingressou como pesquisador titular do Centro de Pesquisas René Rachou, a unidade de Minas Gerais da Fundação Oswaldo Cruz. É cofundador do Centro de Tecnologia de Vacinas da UFMG/Fiocruz e da Detechta Biotecnologia.

## Produção Científica
Ricardo desenvolve pesquisas na área de imunologia e seus laboratório na Fundação Oswaldo Cruz e Universidade de Massachusetts tem trabalhado com o papel da imunidade inata e linfócitos T CD8 na resistência e e patogenesis de infecções com protozoários como a malária
, toxoplasmose e a doença de Chagas. No Centro de Tecnologia de Vacinas foram desenvolvidas vacinas como a da leishmaniose canina, hoje no mercado como Leish-Tec, e atualmente está em curso a pesquisa de uma vacina para leishmaniose, doença de Chagas, malária e Covid-19. O Pesquisador possui mais de 300 publicações, mais de 30.000 citações e um fator H de 94.